# Museo Naval de la Nación
El Museo Naval de la Nación, es una institución pública dependiente de la Armada de la República Argentina y es gestionado por el Ministerio de Defensa desde su área de Patrimonio Cultural. Se encuentra localizado en la ciudad de Tigre, Provincia de Buenos Aires, formando parte de las atracciones de esta importante ciudad turística.  
La misión del Museo consiste en adquirir, recopilar y coleccionar objetos de valor histórico, científico y artístico relacionados con la Historia naval Argentina y la actividad náutica, difundir la importancia de esta actividad en la sociedad civil y promover la conciencia marítima nacional. Para ello, realiza tareas de conservación, investigación, exhibición, comunicación del patrimonio cultural y la difusión de hechos y personajes históricos significativos en la historia de la Armada Argentina.

## Historia

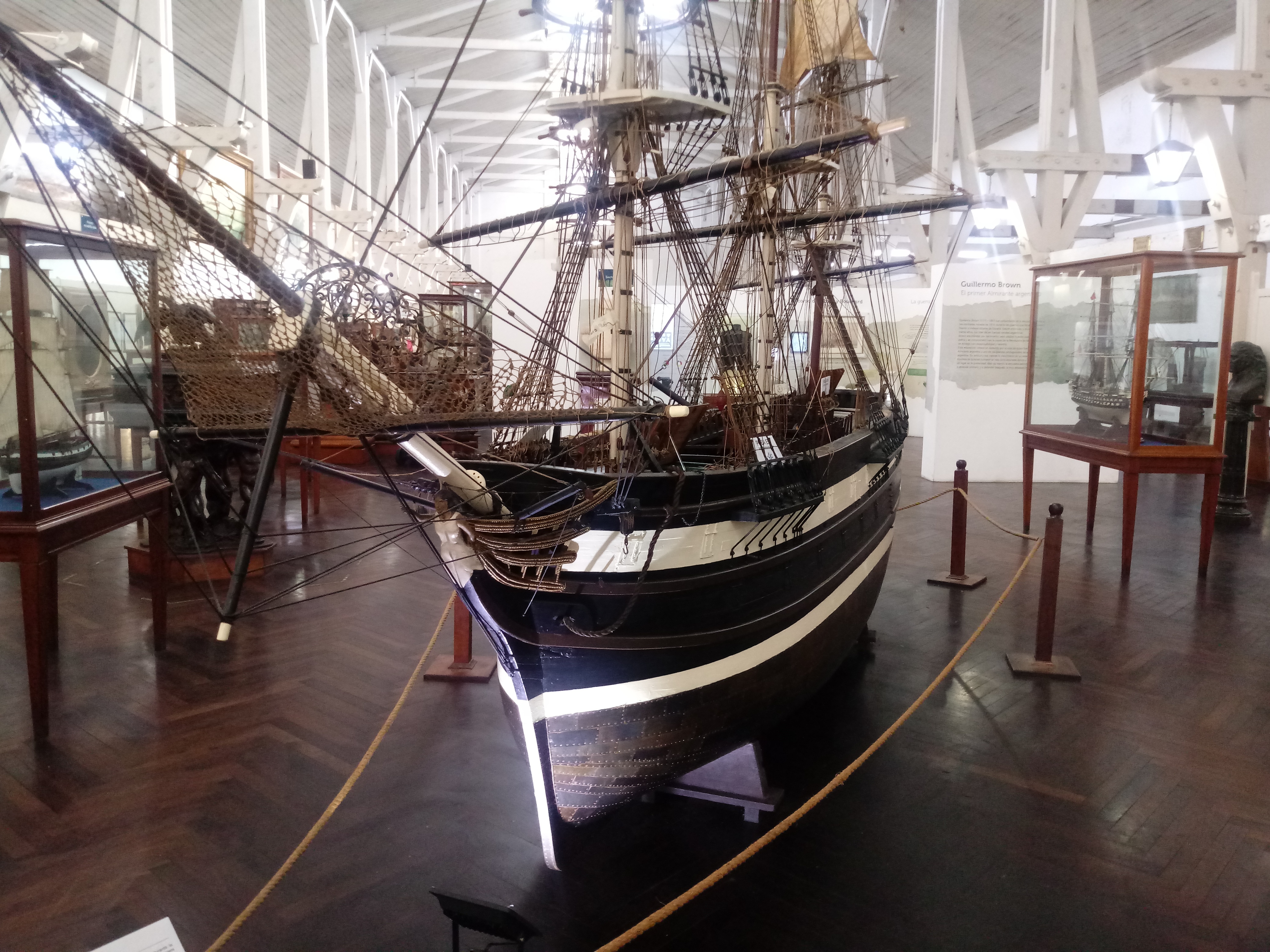
Modelo a escala de la fragata 25 de Mayo (1826) en la Sala Independencia.

El origen del Museo Naval de la Nación se remonta a las últimas décadas del siglo XIX y está vinculado a la historia del Centro Naval, fundado en 1882 por oficiales de la Armada. Desde sus primeros años este club recibió  donaciones de objetos y modelos de buques que se fueron acumulando sin un espacio apropiado para ser exhibidos . Así surgió la idea de destinar un espacio del Centro Naval para que funcionara, a partir del  20 de mayo de 1892, el Museo Naval. En 1914, cuando se terminó de construir la nueva sede del club, situada en la esquina de Córdoba y Florida, se asignó al museo el cuarto piso. Allí funcionó hasta que en 1941 comenzó su traslado hacia el edificio que actualmente ocupa, en Paseo Victorica 602, originalmente construido para funcionar como los Talleres Nacionales de Marina. La mudanza fue promovida por su director y célebre historiador naval, el capitán de fragata Don Hector Raúl Ratto.

### Los Talleres Nacionales de Marina

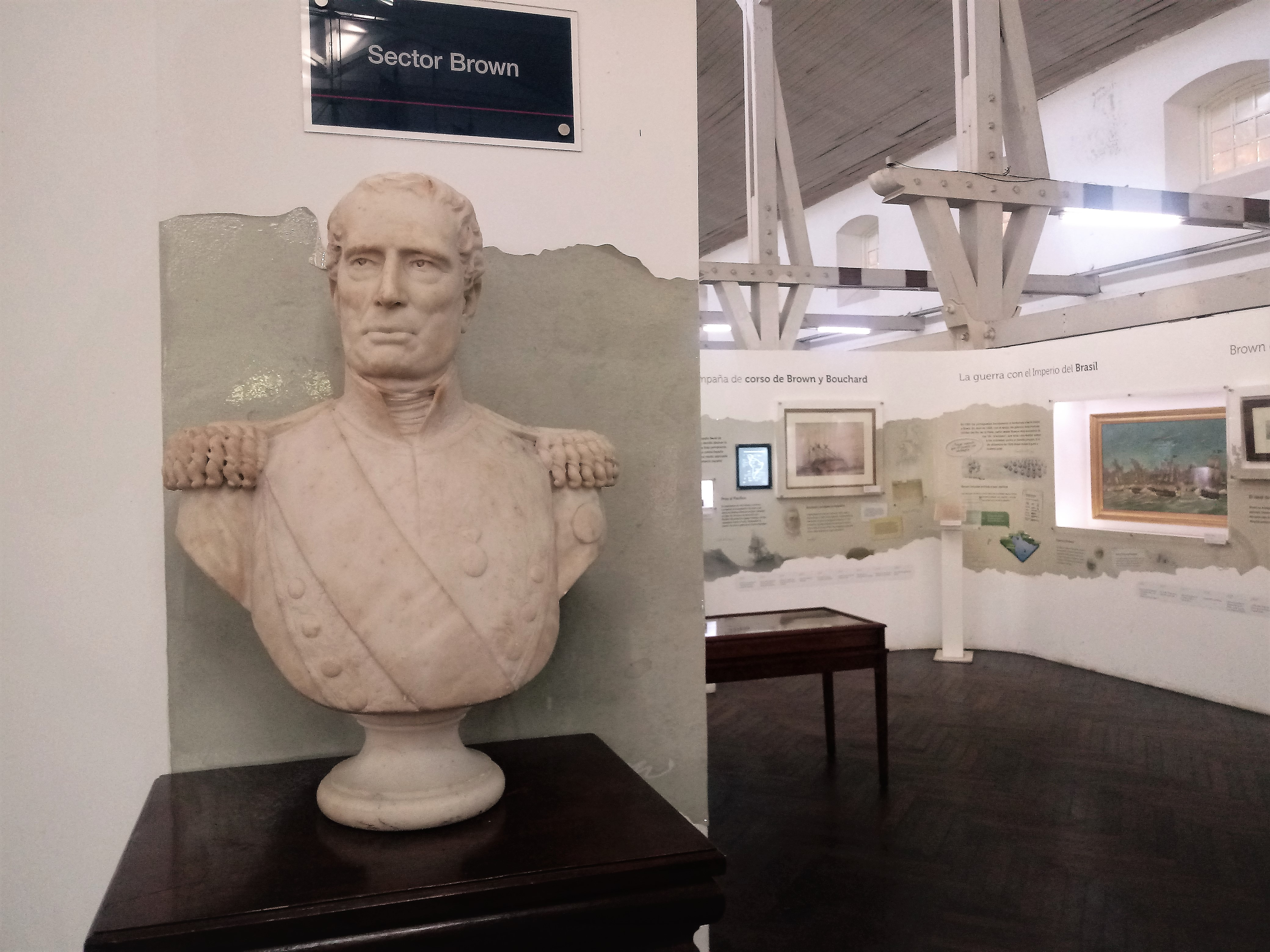
Busto en mármol del Almirante Guillermo Brown, padre de la Armada Argentina y héroe de la Independencia sudamericana.

El edificio donde funciona el Museo Naval fue construido en 1879 bajo la Presidencia de Nicolás Avellaneda, siendo los primeros talleres de mecánica con los que contó la Armada Argentina. La ubicación sobre el Río Lujan respondía a una estrategia de defensa centrada en la protección del Río de la Plata y sus afluentes. En estas instalaciones se mantenían y reparaban los buques adquiridos durante la presidencia de Domingo Faustino Sarmiento;  Monitores acorazados, bombarderas, cañoneras, integrantes de la primera escuadra de hierro y vapor.
En 1898, los Talleres se trasladaron a la ciudad de Buenos Aires y el edificio comenzó a utilizarse como depósito de artillería del Arsenal Naval de Zárate. En 1941 comenzó el traslado del acervo del Museo Naval que ya contaba con 59 años de historia. En 1946, completada la mudanza, el museo fue reabierto al público en el nuevo espacio.
En 1979 el edificio fue declarado Patrimonio Histórico Nacional. El 26 de noviembre de 2014 el Museo Naval de la Nación fue señalizado con el escudo azul de las Naciones Unidas, divisa creada en 1954 para proteger bienes culturales de gran importancia en caso de conflicto armado o emergencia.

## Colección
El patrimonio que reúne el Museo está orientado hacia la historia de la Armada Argentina, la historia naval universal, sus hechos destacados y el cambio tecnológico. La vida de navegantes anónimos y personajes notables se recrea a través de múltiples objetos de uso cotidiano, documentos personales y públicos. 
En las salas cubiertas se exhiben modelos a escala de naves de diferentes épocas; mobiliario, instrumentos de navegación, armamento y restos arqueológicos. Una nutrida pinacoteca, colección filatélica, planoteca y archivo fotográfico completan un importante archivo documental. La biblioteca especializada «Capitán de Navío Juan Carlos Sidders», proporciona fuentes únicas de la historia naval y la actividad náutica en general.
La sala Manuel Belgrano está dedicada a la navegación civil, comercial, deportiva y científica. En este espacio los visitantes pueden encontrar el LEHG II, velero doble proa construido en Tigre, en el que Vito Dumas circunnavegó el globo entre los años 1942 y 1943 concluyendo una de las hazañas deportivas más importantes de la historia. El Parque de Artillería y Aviación es el único espacio descubierto, en él se exhiben unidades aeronavales de la Armada Argentina. Merece especial atención en este espacio el puente original del aviso ARA Alférez Sobral (A-9), que se ha convertido en un lugar de homenaje a los héroes de la Guerra de las Malvinas.

### Sala Independencia.
Este espacio que exhibe objetos de la época de la guerra de independencia; modelos a escala, pinturas, documentos y objetos patrimoniales entre los que se destacan, el uniforme de Guillermo Brown, documentos de la época de la Guerra del Brasil, el modelo de hueso del navío Santísima Trinidad (1769) y armas de la época. Un anexo lateral está enteramente dedicado a la Guerra del Brasil, la actividad de los corsarios al servicio de la República, sus buques y oficiales.

### Sala González Lonzieme.
Esta sala interpreta la importante era de la incorporación del hierro y el vapor en las fuerzas navales, primero de las provincias y después la Armada Argentina. Tiene como centro de su exposición modelos a escala de la Escuadra de Sarmiento. Otros modelos a escala recuerdan a los exploradores de la Patagonia y el Chaco. Entre estas figuras se destaca la de Luis Piedrabuena y sus bajeles; la goleta Cabo de Hornos y el cutter Luisito. 

### Sala Ratto.
En el centro del Museo encontraremos una gran colección de modelos de astillero de la primera escuadra de mar de la República Argentina, desde los cruceros protegidos, los cruceros acorazados, como el ARA San Martín, los grandes acorazados "dreadnought",  ARA Rivadavia y ARA Moreno, así como otras unidades menores. Una nutrida colección de cofres y pabellones de guerra, iconografía, condecoraciones y pinturas originales, completan la interpretación sobre la cultura naval en la época del primer centenario.  

Modelo a escala de un buque medieval en la sala Leban. Museo Naval de la Nación.

La pinacoteca cuenta con obras de Emilio Biggeri, Álvaro Casanova y Eduardo de Martino. 

### Sector Malvinas.
Anexo de la Sala Ratto, este sector recuerda el Conflicto del Atlántico Sur o Guerra de las Malvinas de 1982.   

### Sector de la Aviación Naval.
Sector dedicado a la historia de los primeros ingenios aéreos y el avance tecnológico de la aviación naval. La importancia de la aeronáutica en el conocimiento del territorio continental americano y las misiones antárticas. Se expone en este anexo un modelo a escala del portaaviones ARA Independencia (V-1).

### Sector Antártida Argentina.
Este espacio está dedicado a las primeras expediciones antárticas, en las que la Armada ocupó un lugar central. Podemos encontrarnos con restos de la expedición dirigida por Otto Nordenskjöld y una muestra de modelos a escala de buques rompehielos, como el ARA San Martín y el ARA Almirante Irizar.

### Sala Leban. Historia de la navegación.

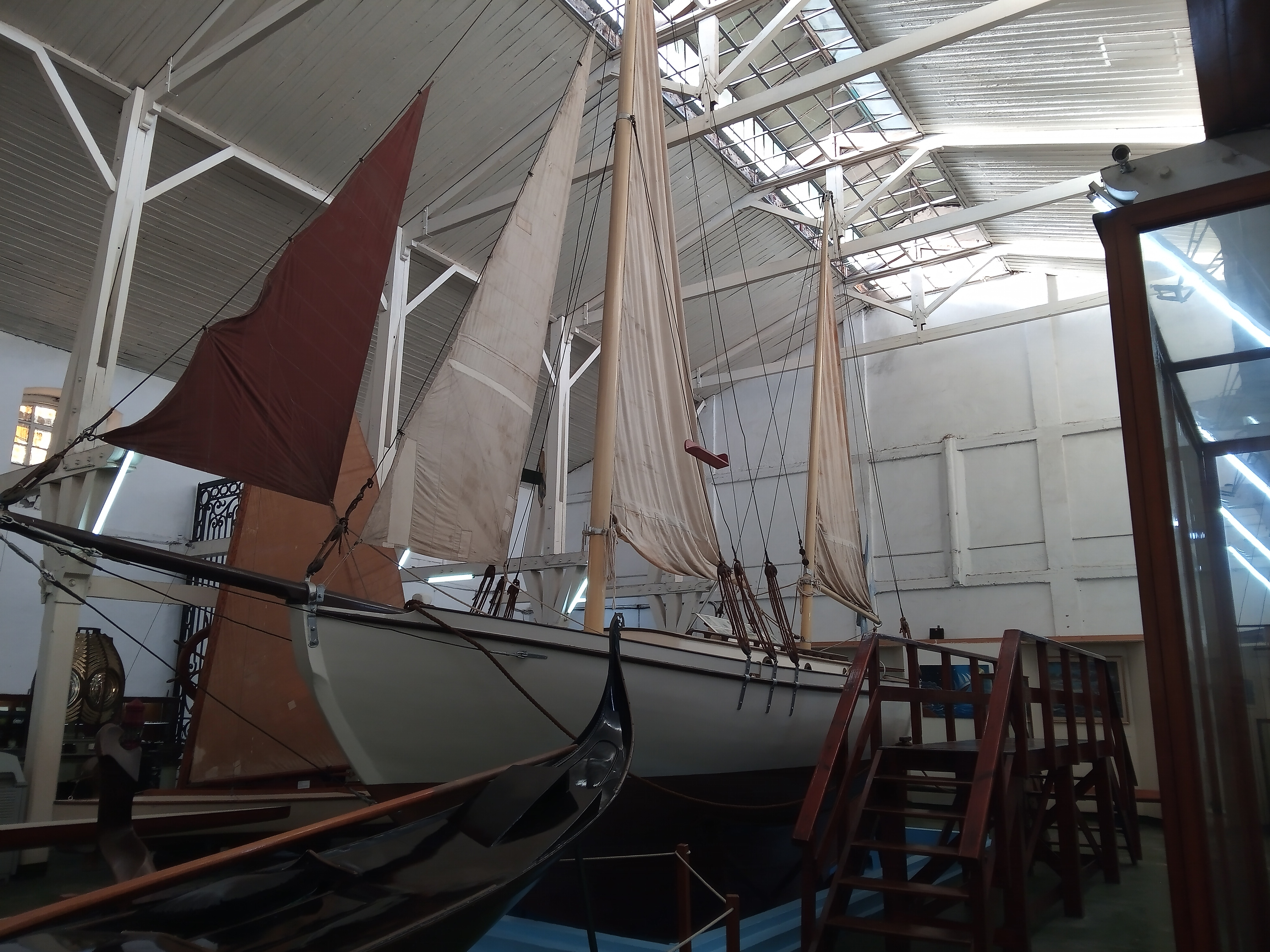
Velero Lehg II, diseñado por Manuel Campos y navegado por Vito Dumas en su viaje de circunnavegación.

Esta sala ilustra la historia de navegación universal. Presenta modelos a escala alineados temporalmente desde la prehistoria hasta los tiempos contemporáneos. La línea temporal comienza con la interpretación de piraguas y balsas de tronco, continúa con una muestra de galeras, galeones, navíos de línea, fragatas, hasta llegar a la era del hierro y el vapor. 

### Sala de náutica Manuel Belgrano.
El amplio espacio está dedicado a la navegación deportiva y comercial. Entre los hitos deportivos, se recuerda la circunnavegación de Vito Dumas en el año 1942 a través de una muestra que incluye el velero original, entre otros elementos personales del deportista argentino. También se conservan los botes que representaron a la Argentina en los juegos olímpicos de Berlín 1936 (medalla de bronce) y Helsinki 1952 (Medalla de oro).

### Sala de armas
Reúne armas de distintas épocas y organizadas por especies. Se exponen cañones que demuestran la evolución el arma desde el siglo XVIII hasta mediados del siglo XX. Entre ellos podemos apreciar montajes de uso reciente. Las armas están acompañadas por una nutrida colección de municiones y proyectiles, incluidos los misiles Exocet y Martín Pescador.
Parte de la sala de armas, está dedicada a las armas, a una nutrida colección de Torpedos Whitehead y minas marinas.

### Parque de Armas y Aviación.
En esta sala a cielo abierto se muestra la colección de cañones navales que pertenecieron a buques ya radiados de servicio. También se exponen  tres fuselajes de aviones embarcados y de entrenamiento de la aviación naval.